# Horní Datyně
Horní Datyně (německy Ober Dattin, polsky Datynie Górne) je vesnice, část města Vratimov v okrese Ostrava-město v Moravskoslezském kraji. Nachází se na východě Vratimova. Prochází zde silnice II/478. V roce 2009 zde bylo evidováno 400 adres.
Horní Datyně je také název katastrálního území o rozloze 3,85 km².

## Název
Jméno vesnice (původně v jednotném čísle) bylo odvozeno od osobního jména Data (domácké podoby některého jména začínajícího na Da-, např. Damír) a znamenalo "Datova ves". Přívlastek Horní se používá od začátku 19. století na odlišení od Dolní Datyně.

## Historie
První písemná zmínka o vesnici pochází z roku 1662, kdy tvořila s Václavovicemi zvláštní statek v držení Sobků z Kornic. Ti ves prodali roku 1666 Skrbenským z Hříště. Na přelomu 18. a 19. století byla v obci vystavěna kaple svatého Antonína. Při sčítání lidu roku 1910 uvedlo 99,8 % obyvatel obce češtinu jako obcovací řeč; 86,7 % obyvatel tvořili katolíci a 13,1 % evangelíci. V letech 1911–1937 v obci vyvíjela činnost kovárna (kuzňa) Josefa Borového, specializující se na výrobu mlýnků s větrným pohonem (s dřevěnými turbínami). V roce 1925 byl v obci založen sbor dobrovolných hasičů. Roku 1956 byl v Horní Datyni založen urnový háj.

## Obyvatelstvo
| Rok            | 1869 | 1880 | 1890 | 1900 | 1910 | 1921 | 1930  | 1950 | 1961  | 1970  | 1980  | 1991  | 2001  | 2011  | 2021  |
| -------------- | ---- | ---- | ---- | ---- | ---- | ---- | ----- | ---- | ----- | ----- | ----- | ----- | ----- | ----- | ----- |
| Počet obyvatel | 515  | 655  | 786  | 846  | 969  | 962  | 1 004 | 844  | 1 026 | 1 056 | 1 137 | 1 061 | 1 049 | 1 379 | 1 717 |
| Počet domů     | 82   | 103  | 107  | 109  | 114  | 119  | 146   | 175  | 222   | 248   | 266   | 293   | 309   | 415   | 543   |

## Obecní správa
Při sčítání lidu v letech 1850–1980 byla Horní Datyně samostatnou obcí, nejprve v okrese Těšín, v letech 1910–1930 v okrese Frýdek, v roce 1950 v okrese Ostrava-okolí a od roku 1960 v okrese Frýdek-Místek. Od 1. července 1980 je částí města Vratimov v okrese Frýdek-Místek, ale od 1. ledna 2007 v okrese Ostrava-město.

## Pamětihodnosti
- Kaple svatého Antonína

## Galerie

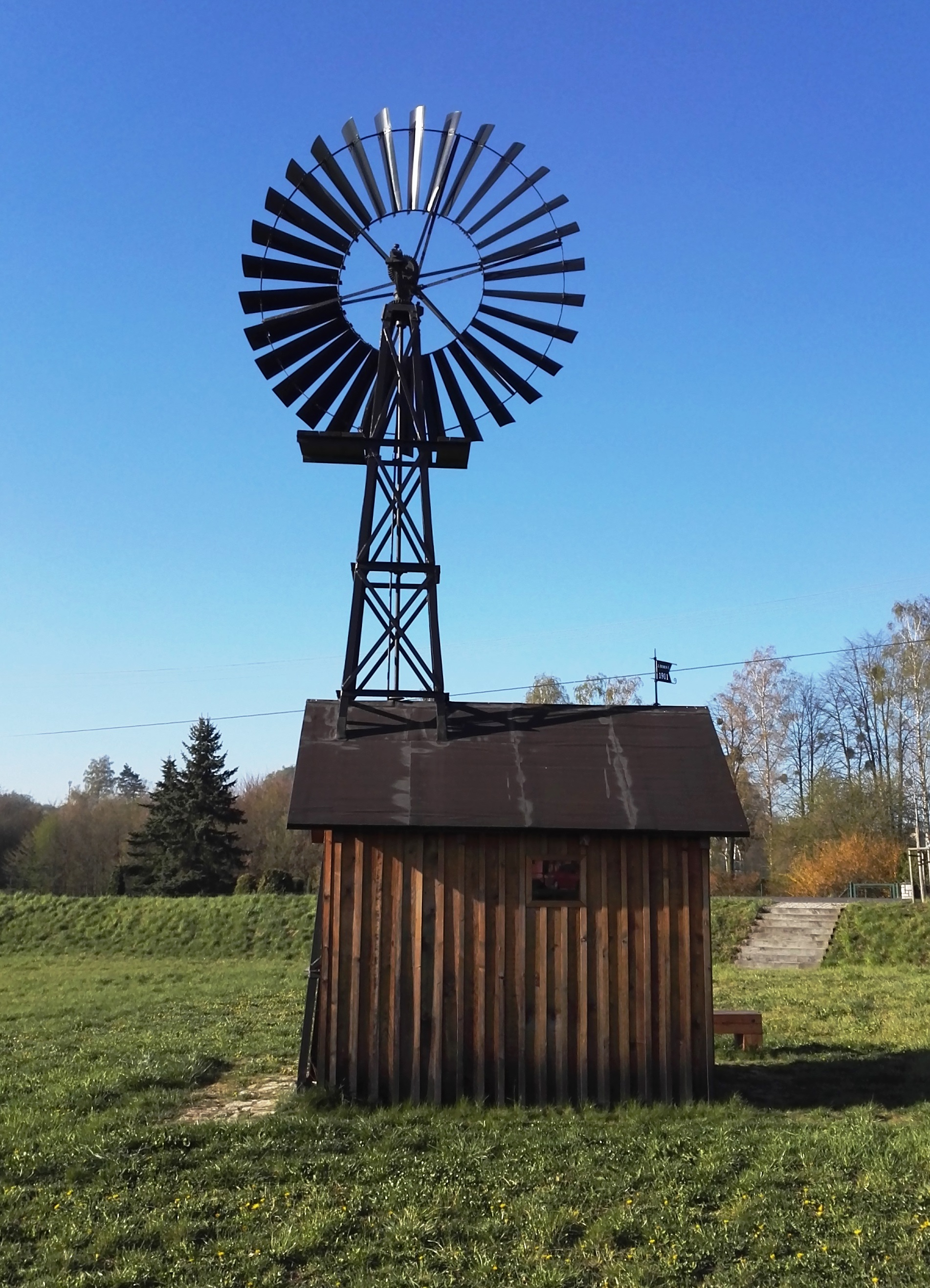
Větrný mlýn z první čtvrtiny 20. století
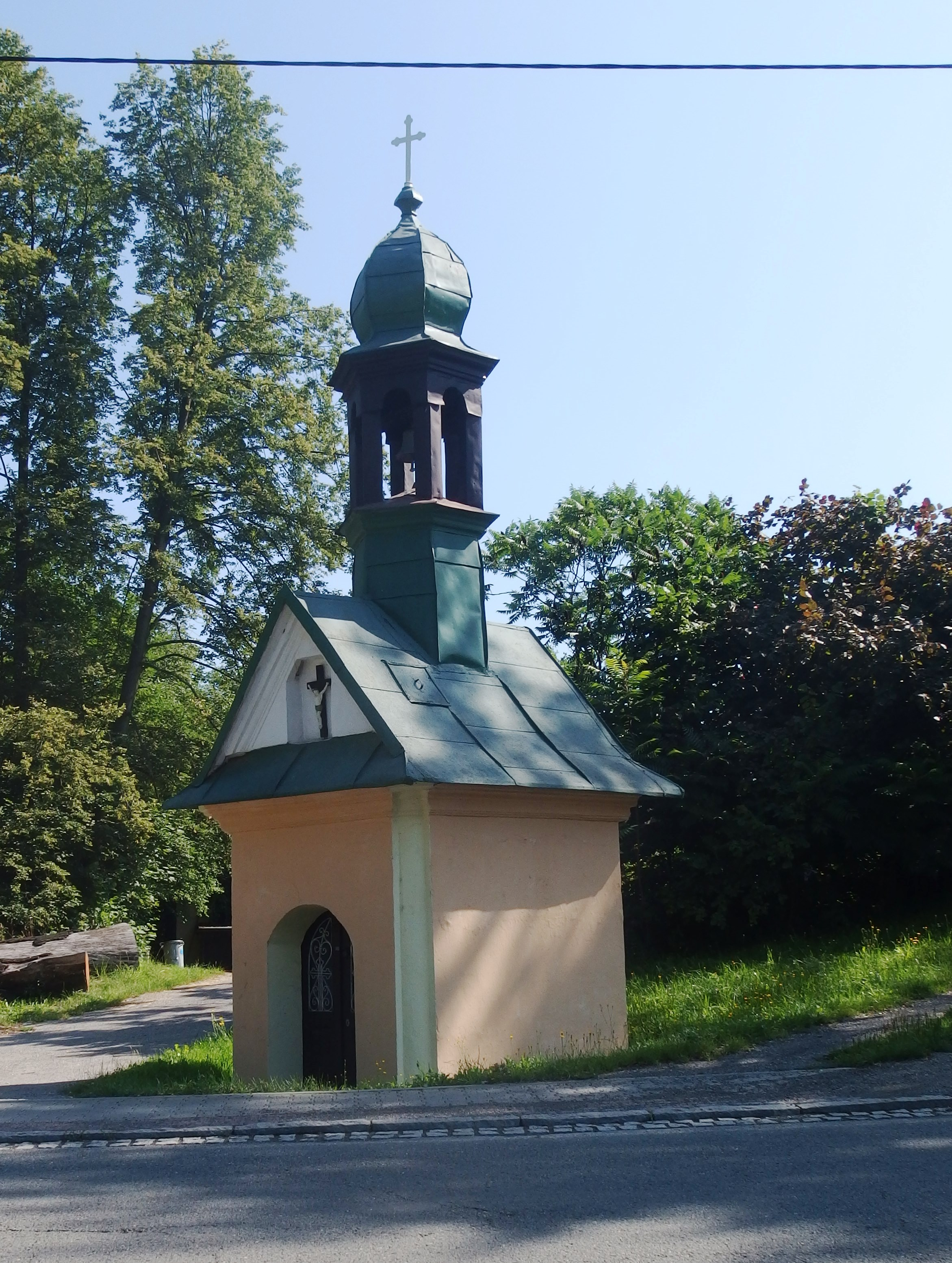
Barokní kaplička svatého Antonína
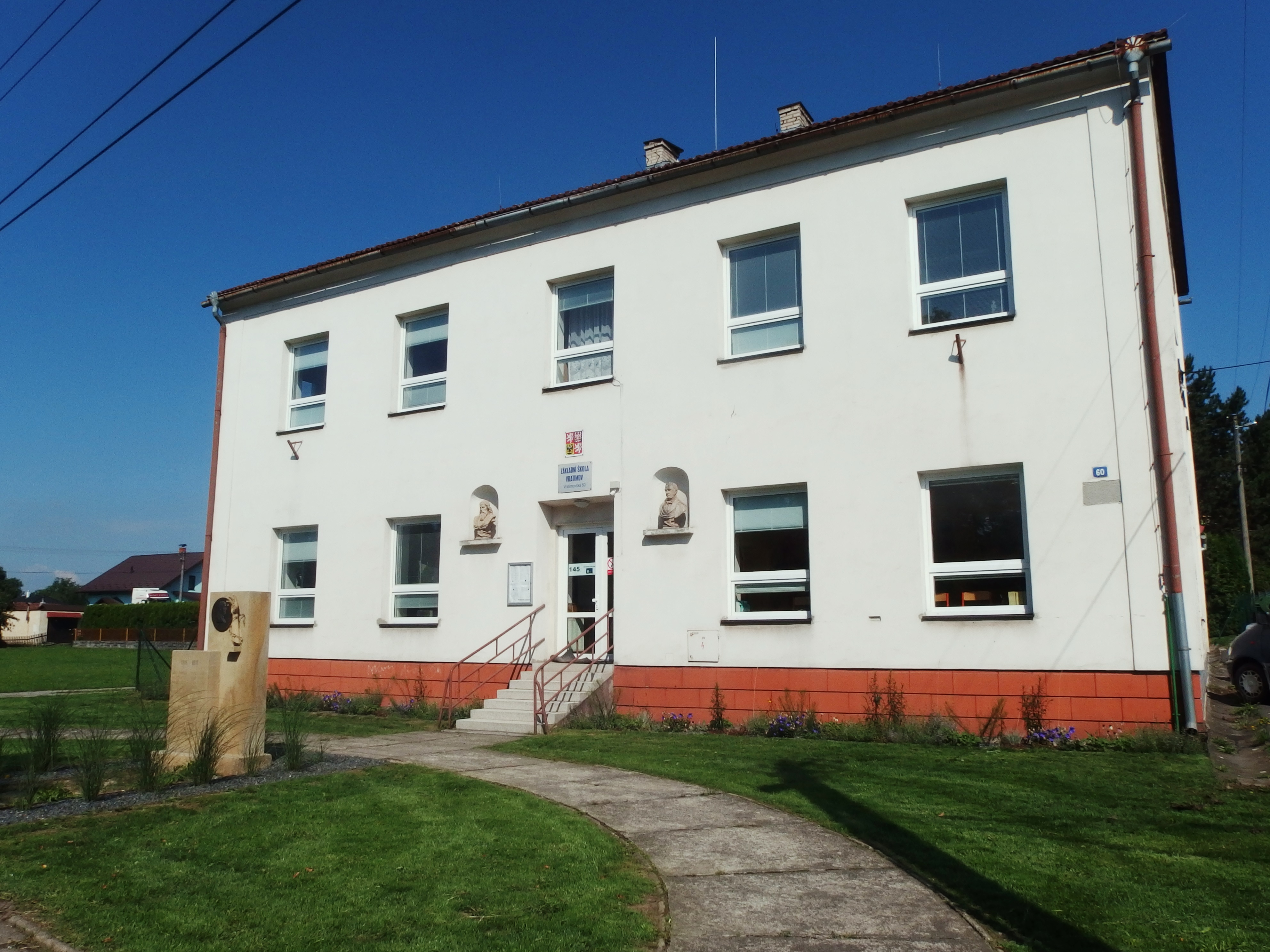
Základní škola
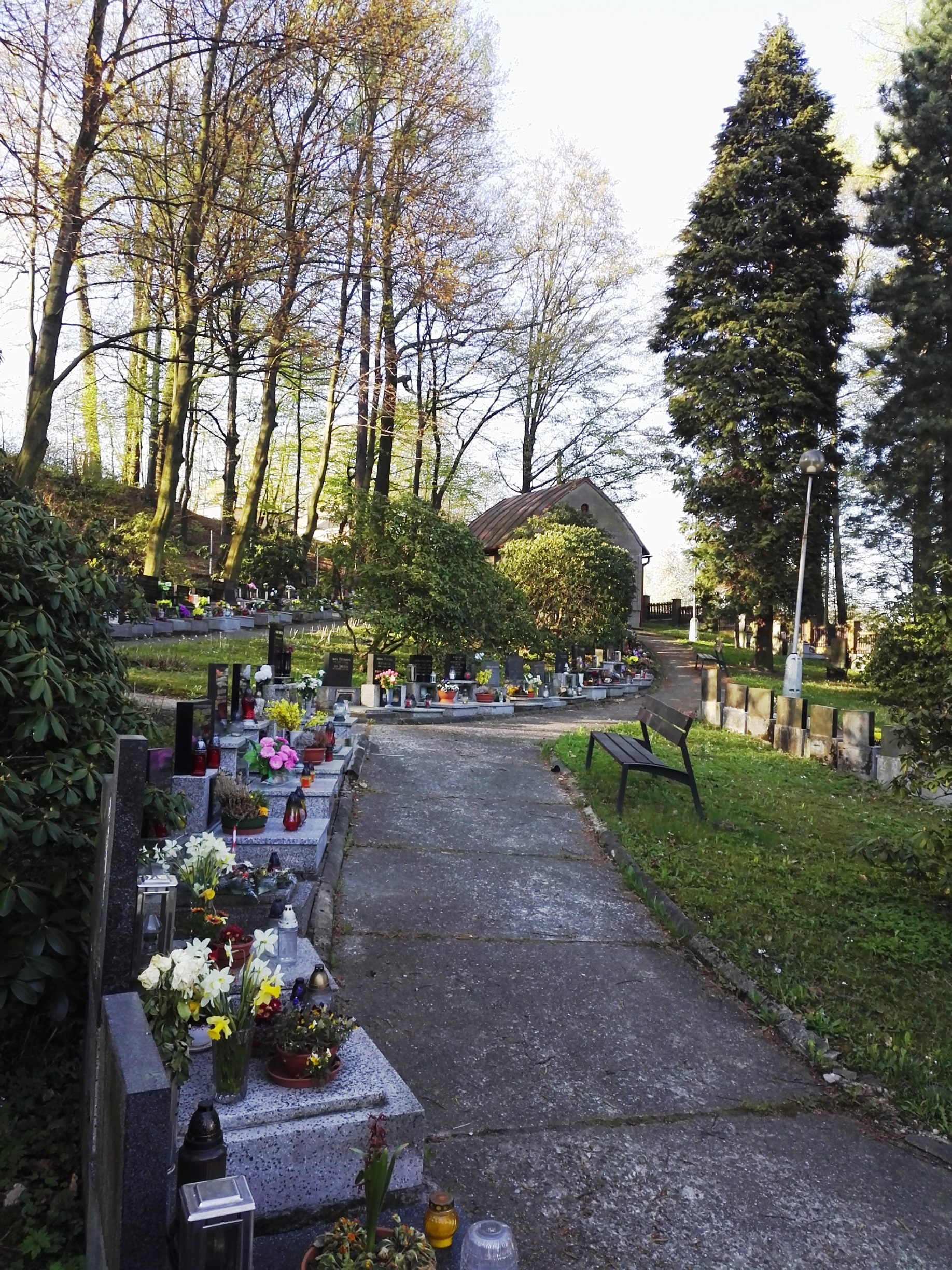
Urnový háj
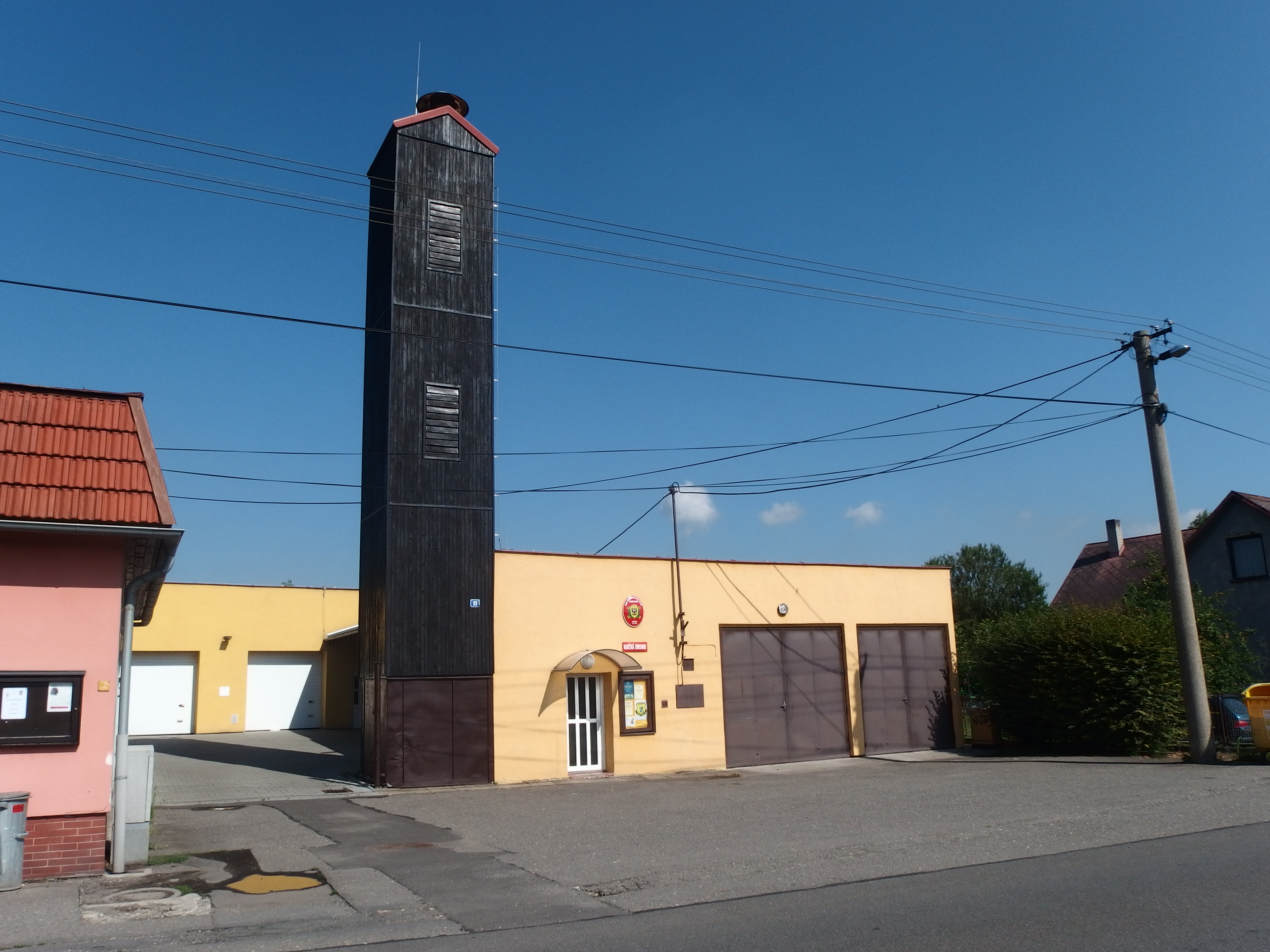
Hasičská zbrojnice